# Kheragarh
Kheragarh é uma cidade e uma nagar panchayat no distrito de Agra, no estado indiano de Uttar Pradesh.

## Demografia
Segundo o censo de 2001, Kheragarh tinha uma população de 17,859 habitantes. Os indivíduos do sexo masculino constituem 54% da população e os do sexo feminino 46%. Kheragarh tem uma taxa de literacia de 59%, inferior à média nacional de 59.5%: a literacia no sexo masculino é de 68% e no sexo feminino é de 49%. Em Kheragarh, 18% da população está abaixo dos 6 anos de idade.